# Patrick Gallagher (Politiker)
Patrick „Paddy“ Gallagher (irisch Pádraig Ó Gallchóir; * 1. Dezember 1946 in Waterford) ist ein früherer irischer Politiker und Journalist.

## Leben
Gallagher arbeitete als Journalist und begründete seine eigene Zeitung („Waterford Today“). Als Mitglied der Sinn Féin trat er bei den Wahlen zum Dáil Éireann 1977 und 1981 im Wahlkreis Waterford an, erreichte jedoch nicht genügend Stimmen. Mit der Workers’ Party of Ireland wurde er bei den Wahlen im Februar 1982 gewählt. Er verlor jedoch seinen Sitz im November 1982 wieder. Er konnte ihn dann weder bei den Wahlen 1987 noch 1989 wiedergewinnen. Auch als er zur Democratic Left übertrat, blieben die Wahlen 1992 für ihn ohne Erfolg.
Gallagher war von den 1970er bis in die 1990er Jahre Mitglied im Waterford County Council.